# Суэйлдейл

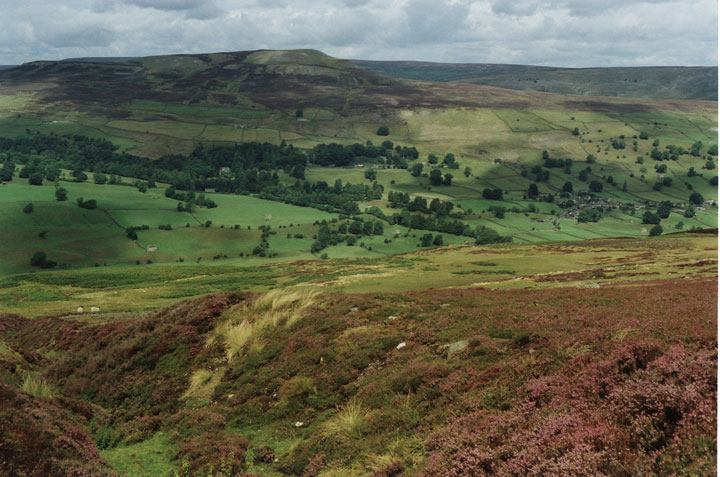
Суэйлдейл

Суэйлдейл (англ. Swaledale) — одна из известняковых долин национального парка Йоркшир-Дейлс, расположенного в северной части Англии. Долина была образована рекой Суэйл на восточной стороне Пеннинских гор графства Норт-Йоркшир.
Также известна одноимённая порода полугрубошёрстных горных овец разводящихся в этой местности. Ещё название региона носит местный сорт сыра.
Помимо сельскохозяйственной деятельности в 19 веке имелась горнодобывающая промышленность по добыче свинца. Сегодня остатки промышленности находятся в заповедной зоне.